# Sphaerosyllis claparedei
Sphaerosyllis claparedei är en ringmaskart som beskrevs av Ehlers 1864. Sphaerosyllis claparedei ingår i släktet Sphaerosyllis och familjen Syllidae. Inga underarter finns listade i Catalogue of Life.